# 甲午风云

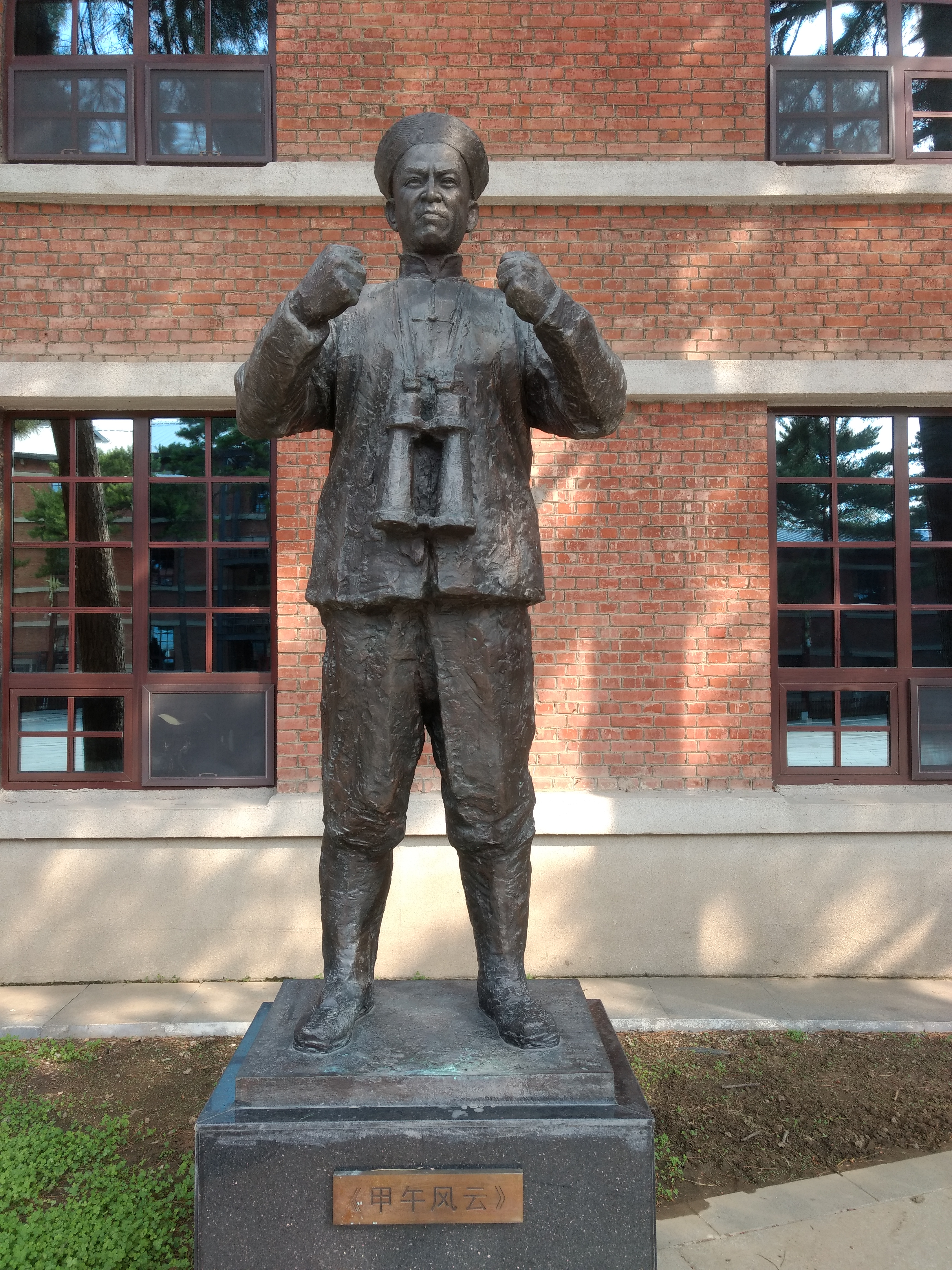

《甲午风云》是1962年上映的中国故事片，由长春电影制片厂出品，林农执导，希侬、叶楠、阿颍、李雄飞、杜梨编剧，李默然、王秋颖、浦克等主演。